# Zagra (Bistrița-Năsăud)
Zagra é uma comuna romena localizada no distrito de Bistrița-Năsăud, na região histórica da Transilvânia. A comuna possui uma área de 126.00 km² e sua população era de 3703 habitantes segundo o censo de 2007.